# ニイウス コー
ニイウス コー株式会社（英称： NIWS Co. HQ Ltd.）は、かつて存在した純粋持株会社。本社を東京都中央区に置いていた。
主な子会社にUNIX基盤のSIを手掛けるニイウス株式会社（解散）を擁した。1997年から2004年まで、日本IBM最優秀ビジネスパートナー（日本IBMプレミア・ビジネス・パートナー）を8年連続で受賞した。
2008年4月30日、過去5会計年度にわたる循環取引を利用した粉飾決算で、売上高にして682億円の過大計上がされていたことを発表し、民事再生法を申請した。

## 沿革
- 1992年7月17日 - 日本アイ・ビー・エム・野村総合研究所の合弁企業として、東京都江東区冬木11番17号にニュー・インテリジェント・ワークステーション・システムズ株式会社（略称：NIWS）を設立。資本金1億5400万円。社員数16名。
- 1993年10月 - 資本金を2億円に増資。
- 1998年1月 - ニイウス株式会社に商号を変更。
- 1999年
  - 3月 - 福岡支店（福岡県福岡市早良区百道浜二丁目4番27号）を開設。
  - 7月 - 茅場町支店（東京都中央区新川一丁目16番7号）を開設。
- 2000年
  - 5月 - 木場開発センター（東京都江東区木場二丁目15番12号）を開設。
  - 6月 - 資本金を2億3100万円に増資。
  - 7月 - 100%子会社・ユーディービィー・ジャパン株式会社を設立。
  - 9月 - 新大阪支店（大阪府大阪市淀川区宮原三丁目3番31号）を開設。
  - 11月 - 資本金を2億3500万円に増資。
- 2001年
  - 4月 - SAN/ESSオープンシステム・センターを茅場町支店内に設置
  - 9月 - 株式併合、資本金を5億円に増資。
- 2002年
  - 4月10日 - 東京証券取引所市場第二部上場。資本金を15億9600万円に増資。
  - 5月 - 本店を東京都中央区新川一丁目17番21号に移転し、旧本店・茅場町支店・木場開発センターの機能を統合。
- 2003年
  - 6月 - 東京証券取引所市場第一部に指定替え。
  - 9月
    - 株式分割（1株→2株）。
    - 委員会等設置会社へ移行。
    - 100%子会社・ニイウスSE株式会社を設立。
    - ユーディービィー・ジャパンをユーディービィー・リナックス・ジャパン株式会社に商号変更。

  - 11月 - 株式会社ビックカメラとの合弁会社として、株式会社ビックニイウスを設立（出資比率：51%）。
- 2004年
  - 6月 - 100%子会社・ニイウスメディカルシステム株式会社（純粋持株会社）を設立。
  - 7月
    - ニイウスメディカルシステム、医療系システム開発の独立系企業であった株式会社ハルク（2008年破産）の増資引受。
    - ニイウスSEを株式会社ハルクシステム開発に商号変更。

  - 9月
    - 監査役設置会社へ再移行。
    - 株式交換により、ハルクシステム開発がニイウスメディカルシステムの100%子会社となる。

  - 12月
    - 資本金を53億4600万円に増資。
    - ニイウスメディカルシステム、100％子会社・株式会社ハルク・マダムを設立。
- 2005年
  - 3月 - 株式分割（1株→2株）。
  - 7月 - 株式会社シーアイエスから国際勘定系システム部門を譲受。
  - 8月 - 会社分割（新設分割）による持株会社への移行準備のため、100%子会社・ニイウス分割準備株式会社を設立。
  - 11月 
    - 株式会社金融エンジニアリング・グループを子会社化。同社は株式会社ニイウス金融エンジニアリング・グループに商号変更。
    - ハルクシステム開発をニイウスSE株式会社に商号変更。
- 2006年
  - 1月
    - 純粋持株会社に移行し、ニイウス コー株式会社に商号変更。旧来の事業は同時にニイウス分割準備から商号変更された「新」ニイウス株式会社に移管。
    - ニイウスメディカルシステムが事業会社へ業態変更。

  - 2月 - マネジメント・バイアウトにより、ハルクがグループから離脱。
  - 3月 - 資本金を82億6000万円に増資。
  - 4月
    - 資本金を85億6400万円に増資。
    - 田中電気工業株式会社との合弁で、ニイウスメディカル西日本システム株式会社を設立（出資比率：60%）。
    - ニイウスアプリケーション・サービスセンター（NASC）を本店内に開設。

  - 6月 - 100%子会社・ニイウス SAT株式会社設立。
  - 7月
    - ニイウス、ユーディービィー・リナックス・ジャパンを吸収合併。
    - 100%子会社・ニイウス レント株式会社を設立。

  - 8月 - ニイウスメディカル西日本システム、第三者割当増資を実施（出資比率が51%となる）。
  - 9月 - ニイウス レント、ハルク・マダムを吸収合併。
  - 11月 - ニイウスSEを母体とし、ニイウスAP株式会社を2007年4月に発足させることを発表。
- 2007年
  - 2月 - ニイウスAPの発足発表を撤回、ニイウスによるニイウスSE・ニイウス レントの吸収合併を発表。
  - 4月 - ニイウス、ニイウスSE・ニイウス レントを吸収合併。
  - 7月 - ニイウスメディカル西日本システム、ニイウス西日本システム株式会社に商号変更。
  - 8月
    - 22日に予定されていた平成19年6月期決算短信の発表を1週間延期。
    - 平成19年6月期決算短信にて約40億円の債務超過状態となること、これを受けてロングリーチグループ、フェニックス・キャピタル株式会社が組成するファンドを相手に約200億円の第三者割当増資を実施することを発表（29日）。

  - 11月
    - 第三者割当増資。
    - 旧経営陣退任。新経営体制発足。
    - 債務超過状態で会計年度を終えたことにより、東京証券取引所市場第二部に指定替え。

  - 12月 - 資本金を5億円に減資。
- 2008年
  - 3月 - 新大阪支店閉鎖。
  - 4月30日 - 民事再生法申請（ニイウスも同日に申請）。負債総額は1140億円（ニイウス コー408億円、ニイウス732億円）。
    - 当初は借入先である金融機関との間でのデットエクイティスワップによる財務体質改善を模索していたが、新経営陣による過去の決算内容の調査過程で粉飾決算の実態が判明、過去5期分に遡り再計算した上で平成20年6月期・中間決算を締めた結果278億円の債務超過状態に再び陥り、メインバンクからの支援を断られた結果の申請となった。

  - 5月 - ニイウス金融エンジニアリング・グループを新日鉄ソリューションズ株式会社へ譲渡（商号は旧来のものに戻される）。
  - 6月
    - 東京証券取引所上場廃止（1日）。
    - ニイウス西日本システムを解散。

  - 7月 - ニイウスのディーラー事業をラックホールディングス株式会社へ譲渡（株式会社アイティークルー、のちにラックホールディングスに吸収合併）。
  - 8月 - ニイウスの国際勘定系システム部門を住商情報システム株式会社へ譲渡。
  - 9月 - ビックニイウスをキヤノンITソリューションズ株式会社へ譲渡（現・クオリサイトテクノロジーズ）。
  - 10月 - ニイウスのプロセシング事業をティーシス・ジャパン株式会社（現・日本ペイメント・テクノロジー合同会社）へ譲渡。
  - 11月
    - 100%減資および発行済株式総数全ての自己株式取得、民事再生手続申立代理人（弁護士2名）を株主とする増資を実施。
    - 平成17年6月期および平成18年6月期の違法配当による損害賠償請求が旧経営陣8名を対象に提訴されたことが判明。
- 2010年
  - 2月11日 - 旧証券取引法違反の容疑で創業者の元代表取締役会長、元取締役副会長が横浜地方検察庁に逮捕される。
  - 5月19日 - 横浜地方裁判所にて元代表取締役会長の初公判。
  - 9月24日 - 解散（ニイウスも同日に解散）。
  - 10月31日 - ニイウスメディカルシステム、解散。